# Monomorium fugelanum
Monomorium fugelanum är en myrart som beskrevs av Bolton 1987. Monomorium fugelanum ingår i släktet Monomorium och familjen myror. Inga underarter finns listade i Catalogue of Life.